# Tell Me You Love Me (canción)
«Tell Me You Love Me» es una canción de la cantante y compositora estadounidense Demi Lovato. Fue escrita por Kirby Lauryen, Stint y John Hill, con producción manejada por los dos últimos. Inicialmente fue lanzado a través de Hollywood, Island y Safehouse Records el 23 de agosto de 2017, como el primer sencillo promocional del sexto álbum de estudio de Lovato del mismo nombre (2017). Para luego ser lanzado como el segundo sencillo del álbum el 14 de noviembre de 2017.

## Lanzamiento
Lovato publicó un adelanto en blanco y negro el 23 de agosto de 2017, en las redes sociales, anunciando el nuevo álbum, con "Tell Me You Love Me" tocando en segundo plano. El vídeo muestra a Lovato cantando la canción en un estudio, para después se desvanece en la carátula del álbum. Se lanzó a la radio como el segundo sencillo del álbum el 14 de noviembre de 2017. El 7 de marzo de 2018 lanzó una versión en español de "Tell Me You Love Me" llamada "Dime Que Me Amas".

## Recepción de la crítica
Elias Leight de Rolling Stone llamó a la canción "una balada hinchada llena de cuernos y palmadas". Mike Wass de Idolator describió la canción como "un ardiente himno a mitad de tiempo". Jeff Benjamin de Fuse llamó a la canción una "balada en auge". Deepa Lakshmin de MTV News describió la voz de Lovato como "dramática". Raisa Bruner de Time describió la canción como una "canción de amor exuberante y dramática" que tenía "poderosos coros y grandes cuernos".

## Posicionamiento en listas

### Semanales
| Canadá         | Canadian Hot 100            | 35 |
| China          | V Chart                     | 3  |
| Escocia        | The Official Charts Company | 23 |
| España         | PROMUSICAE                  | 27 |
| Estados Unidos | Billboard Hot 100           | 53 |
| Francia        | SNEP                        | 85 |
| Nueva Zelanda  | NZ Heatseekers Singles      | 6  |
| Portugal       | AFP                         | 33 |
| Suecia         | Sweden Heatseeker Chart     | 6  |

### Anuales
| Estados Unidos | Dance Club Songs | 22 |

### Certificaciones
| País           | Organismo certificador | Certificación | Ventas    | Ref.   |
| -------------- | ---------------------- | ------------- | --------- | ------ |
| Brasil         | Pro-Música Brasil      | 2× Platino    | 80 000    | [ 22 ] |
| Canadá         | CRIA                   | Oro           | 40 000    | [ 23 ] |
| Estados Unidos | RIAA                   | 2× Platino    | 2 000 000 | [ 24 ] |
| Noruega        | IFPI — Noruega         | Oro           | 30 000    | [ 25 ] |
| Reino Unido    | BPI                    | Plata         | 200 000   | [ 26 ] |